# Фома Качур
Качур Хома Корнійович, відомий також як Фома Качура (1877 — ?) — учасник революційного руху в Російській імперії, терорист, член партії соціалістів-революціонерів та її «Бойової організації», який вчинив замах на вбивство харківського губернатора Оболенського.

## Біографія

### Автобіографія
|  | Народився я в липні 1877 року в селі Лузанівка Київської губернії в родині бідних батьків: Корнія Омеляновича Качура та його дружини Ірини Олександрівни. Батько мій — солдат, 8 років служив. Мати — з заможної родини, але чесних селян. Батько був зіпсованим і розбещенним; за восьмилітню службу російській владі було вибито з нього царатом всю людську гідність. Мати була протилежністю йому — була людиною високої моралі, чому і слідувала за нею вся наша родина: я та молодші брат і сестра. Змалку пам'ятаю я сімейний розлад і негаразди... І от з'явилася радість: коли мені виповнилося 6 років, мене відправляють до сільського 3-класового училища. Мати дуже задоволена, а батько — ні: він каже, що то бде не на його користь — як тільки я вивчуся грамоти, то піду від нього і не буду йому підкорюватися. В училищі я старанно займаюся і першого ж року отримую похвального листа. Замість того, щоб радіти, він нмагається відірвати мене від науки, але якось я зміг провчитися біля 3 років. Заздривши великим людям в науці, якто Ломоносов чи Пушкін, я прошу батька віддати мене на навчання, а він відповідає, що люди ті і їх наука є безкорисними для держави — цареві потрібні солдати... Намагаючись поліпшити сімейний стан, я став батькові ворогом. І ось одного разу я задумався про ремісничу роботу; тут я був радий, що хоч врятую від батькового деспотизму себе, хоча й не все сімейство... Мій батько задумав переселитися до Чорноморської губернії, в станицю Слов'янську на Кубані, де мене й віддали до одного майстра — з фаетонної частини, такого ж характеру, як і батько... Тут я в 13 років, живучі серед майстрів і робітників, дивлюся на їхнє життя та сумно стає: точно вороги один одному, живуть вони розпустою та ні про що не думають... Старанно займаючись столярною справою, за два роки я зміг піти від свого колишнього майстра, якого не міг більше терпіти. Я пішов до іншого хазяїна — вже на платню 45 рублів на рік, але без батьківського дозволу, чим викликам його гнів... Живучі серед робітників, я сподівався прочитати книжку або почути оповідання про гарних людей і їх вчинки... Почувши від людей про падіння кріпосництва, я думав про це, але не ясно. В цих роздумах і читанні класичної літератури (наприклад, Вальтера Скотта), я прожив до 17 років... Я вирішив, що, мандруючи містами, я дізнаюся і навчуся більше, ніж коли сиджу на одному місці... Кидаю станицю Слов'янську та, маючи 18 років, велике бажання мандрувати, охочий до науки, відправляюсь на Кавказ, у місто Новоросійськ... Позаяк в той час вже виникло велике безробіття, прийшлося голодувати та багато часу проводити біля моря... Врятувати себе від голоду я міг тільки влаштувавшись вантажником до порту, на розвантаження човнів із піском для будівництва міста... Там, зустрівши своїх братів-майстрових, я отримав собі місце в залізничних майстернях, стаю помічником слюсаря у цеху збору паровозів... Наш брат-робітник знаходиться в цьому деспотичному устрої, завжди голодний, поневолений і забитий... Я познайомився з одним чоловіком, який окреслив мені положення бідної та забитої Росії з її 130-мільйонним населенням, він пояснив мені різницю між життям робітників (і селян) у Росії та за кордоном: російська влада, яка намагається ввести в оману робітників і селян, вбиває їх і принижує людську гідність. І я став свідомий до боротьби із цим ворогом руського народу — російською владою. Того часу на Кавказі існував "Союз Боротьби" і я став масовим членом цієї партії. Мандруючи Росією в пошуках заробітку, я зустрічався з багатьма робітниками на Кавказі та на Півдні Росії, читав соціал-демократичну літературу; працюючи на фабриках і заводах, я зрозумів, що доки робітник сам не стане соціалістом, він не покращить свого положення; чекати від бога та російської влади — це смішно й ницо для робітника та селянина... Я перебував у середині робітничого руху. До 1902 року був у партії с.д.... Але прислухавшись до народу та його розуміння народної свободи, без якої руській людині неможливо жити, я перейшов до партії соціалістів-революціонерів, яка намагається завоювати свободу для народу, але не без народу... Царські чиновники та "опричники" кажуть, що начебто соціалісти хочуть знищити Російську державу, відібрати народну власність і повернути кріпацтво — це вони брешуть і дурять різними поповськими проповідями народ... Партія с.р. намагається покращити державу, але державу вільну й народну, в якій існують свобода, рівність і любов до ближнього свого, де життя й радість, як казав Іісус у свому Євангельскому вченні. У 1902 році, я як член партії есерів, бачу, що російська влада пригноблює, принижує народ, намагається придушити будь-яку вільну думку в нас, робітниках і селянах... Працюючи на фабриках і заводах з робітники руськими чи єврейськими, я завжди приходив до думки, що ми, робітники, міські та сільські, не повинні відкладати боротьбу за свою свободу навіть на завтра... 20 квітня 1902 року, коли я жив у Києві, мене було заарештовано за "вільнодумство", сидів у казематі при поліцейському відділку та в арештантських казармах... Посидівши у в'язниці, мене було випущено під нагляд. Тюрма також дала "їжу для мого серця": там я бачив ім'я чесного героя Валеріана Осінського, в минулі роки закатованого за руську волю. Там я впевнився в своїй готовності боротися з російським деспотизмом, з цією бандою розбійників... І ще бачив ім'я героя Степана Балмашова, заздрячи його жертовності, я був радий вчиненому їм вчинку, і що є люди серед нас, руських, придушених і забитих, які віддають своє життя народові, щоб жити вільно і чесно з народом... Для майбутнього покоління важливі свобода та рівність незалежно від нації та релігії... Ми маємо об'днатися з однією метою — заради майбутнього, чесної та вільної держави. |

### Замах на І.М.Оболенського
У червні 1902р. Гершуні повернувся в Росію і влаштувався в Києві, періодично роз'їжджав Росією, минаючи Петербург. В кінці цього місяця йому представили кандидата на роль виконавця. Це був Х. К.Качура — добра і усміхнена, фізично сильна людина. Народився він у сім'ї робітників, закінчив сільську школу. Юнаком у пошуках істини побував на Новому Афоні, думав піти до монастиря; влітку 1897р. два місяці провів у Женеві; потім працював вантажником у Новоросійську, а з 1900 р. – столяром у Катеринославі. З 1897 і до кінця 1901 року входив у соціал-демократичні гуртки. Своє відчуття Качура, «яскравий тип так званого свідомого робітника», відобразив у наївних за змістом рукописах «Мисляча тварина і людина», «Враження про поїздку Росією», «Думка на Володимирській горі». Його брат, зустрівши Хому у листопаді 1901р., вразився зміні: замість колишнього одягу простого робітника Хома носив накрохмалену сорочку, гарний піджак і пальто. Хома Качур сказав братові, що бере участь у таємному гуртку. Більше докладні розпитування він зі сльозами на очах відповів: «Я не можу з тобою говорити» 
.

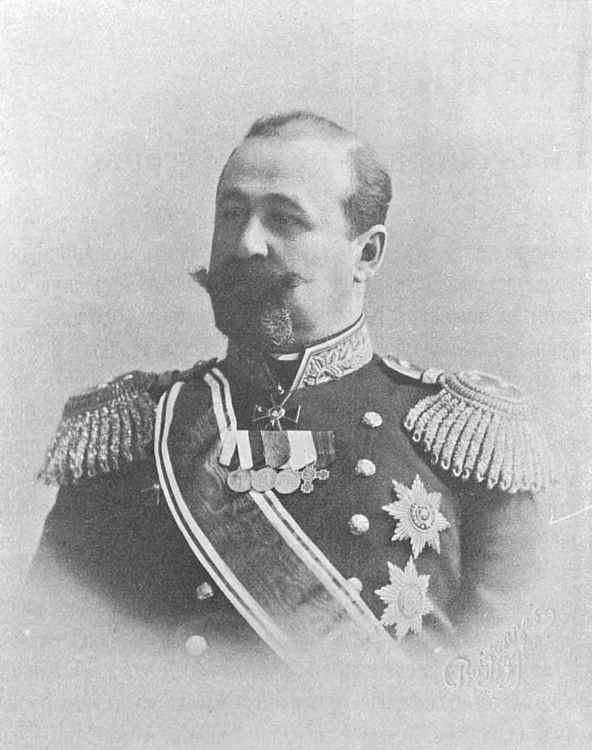
Харківський і херсонський губернатор І.М. Оболенский

У січні 1902 року харківським губернатором призначено І.М. Оболенського, який здобув популярність рішучим придушенням великих селянських заворушень у Валківському повіті, за що був нагороджений орденом Святого Володимира 2-го ступеня. «На пам'ять Бойовій организації» Гершуні взял фотокартку Качури і, давши йому 50 рублів, сказав їхати до Харкова, де його мав зустріти представник "розвідувального бюра", що вело спостереження за Оболенським. З Харкова Качуру треба було поїхати до Петербурга, щоб отримати "вирок Бойової організації". Пізніше в магазині «Спорт» Качур придбає револьвер і набої, також Гершуні вмовить його залишити "Лист для робітників", в якому Хома мав написати про причини свого вчинку. На "Браунінгу", який Качура віддавав Гершуні, було написано: «За пролиту селянську кров. Бойовая організація. Смерть царському катові!» Кулі, якими було заряджено револьвер, боли змащенні стрихніном.
29 липня 1902 року в саду «Тіволі» Хома (Фома) Качур(а) вистрілив кілька разів, але схибив, і Оболенського було лише легко поранено. Затриманий Качур назвав себе членом «Бойової організації» і заявив, що діяв за її постановою.

### Суд і вирок
На суді Качур поводив себе гідно та спокійно. Був засуджений до страти через повішення, але через клопотання самого Оболенського до царя, Микола ІІ замінив страту на безстрокову каторгу.
Відбуваючи покарання в Шліссельбурзькій фортеці, Х. К. Качур 15 липня 1903 р. написав заяву про своє каяття, був викликаний на допит, дав відверті свідчення, які потім підтвердив на процесі Г.А.Гершуні, А.І.Вейценфельда та інших. Він не заперечував своєї вини та не перебільшував провини інших. Докладні свідчення Качура під час процесу у Петербурзькому військово-окружному суді (18–25 лютого 1904 р.) справили величезне враження. Він говорив про шкоду, яку завдають своїми діями революціонери, не намагався вигородити себе та звалити провину на інших. Ці покази, як засмучено визнавали редактори «Революційної Росії», завдали БО удару тієї ж сили, яку завдали «Народній волі» зізнання Рисакова. Адвокати Г.Гершуні просили відправити Качуру до психіатричної лікарні, але ці вимоги були відкинуті судом.
Каторжні роботи Х.К.Качуру у квітні 1904 р. замінили засланням на до Сибіру строком на 10 років. Згідно з указом від 21 жовтня 1905 р., термін заслання скоротили до чотирьох років, а 31 травня 1906 р. йому дозволили відбувати покарання за місцем проживання батьків в Архангельській губернії. З весни 1904 р. революційні видання не згадували про «народного героя», його ім'я губиться...